# كأس البرازيل 2001
كأس البرازيل 2001 هو الموسم 13 من كأس البرازيل. أقيم خلال الفترة 14 مارس 2001 وحتى 17 يونيو 2001، وأشرف على تنظيمه اتحاد البرازيل لكرة القدم، وكان عدد الأندية المشاركة فيه 64، وفاز فيه غريميو بورتو أليغرينزي.